# Diedrich Rudolf Stürenburg
Diedrich Rudolf Stürenburg (* 26. April 1811 in Aurich, Ostfriesland; † 9. Juni 1856 in Hildburghausen, Thüringen) war ein deutscher Altphilologe und Lehrer.

## Leben
Stürenburg entstammt einer bekannten Juristenfamilie. Er wurde 1811 als Sohn von Cyriak Stürenburg, einem Königlich Hannoverschen Justizcommissarius, und Marie Stürenburg (geb. Jhering), einer Verwandten des Juristen Rudolf von Jhering, in Aurich geboren. Von 1827 bis 1830 besuchte er das Gymnasium Ulricianum Aurich und die Königlich Sächsische Fürsten- und Landesschule Pforta bei Naumburg unter dem Rektorat Karl David Ilgens. Von 1830 bis 1834 studierte er klassische Philologie bei Gottfried Hermann und Christian Daniel Beck an der Universität Leipzig. 1837 verlieh ihm die Philosophische Fakultät der Universität Jena den Doktorgrad. Im Jahre 1834 wurde er Lehrer an der Großen Stadtschule Wismar und 1839 Direktor des Gymnasiums Georgianum Hildburghausen. Er unterrichtete die Fächer Deutsch, Latein, Griechisch und Englisch. Wegen gesundheitlicher Probleme wurde er 1856 pensioniert und starb im selben Jahr; sein Nachfolger als Rektor war Albert Doberenz.
Stürenburg war mit Amalie Stürenburg (geb. Hohnbaum) verheiratet und hatte mit dieser eine Tochter sowie zwei Söhne, die Altphilologen Karl Stürenburg und Heinrich Stürenburg.

## Schriften (Auswahl)
- Marcus Tullius Cicero: De Officiis Libri Tres. Mit Anmerkungen von Rudolf Stürenburg. Baumgärtner, Leipzig 1834.
- Marcus Tullius Cicero: Pro A. Licinio Archia Poeta. Mit Anmerkungen von Rudolf Stürenburg. Baumgärtner, Leipzig 1839.